# Hilarotragoedia
Hilarotragoedia è un libro dello scrittore italiano Giorgio Manganelli, pubblicato nel 1964.

## Tema
Scritto nella forma del trattato, l'opera ha al suo centro il linguaggio e le sue possibilità, messe al servizio di una rappresentazione eroicomica costruita nello spazio teatrale. Un teatro composto da un'architettura rinascimentale e barocca, nello stile saggista-avanguardista che è la cifra stilistica di Manganelli. Sorta di manuale per la discesa all'Ade - cioè sulla morte - è intriso di umor nero e di grottesco, di deliri onirici. Al centro vi è una vocazione discenditiva, tramite una classificazione di angosce e addio. Un'analisi di una non-vita vista dall'Ade. Si tratta di una "favola iraconda", completata all'interno anche dalle sezioni Trattato sulle angosce e Inserto sugli addii.
Manganelli (che inizia dichiarando «prenatale assioma il seguente: CHE L'UOMO HA NATURA DISCENDITIVA») lo descrive come «un trattatello, un manualetto teorico-pratico» poiché «parendogli cosa stravagante, che, tra tanti completi e dilettosi do it yourself, quello appunto si sia trascurato, che ha attinenza con la propria morte, variamente intesa» toccava all'autore sopperire alla mancanza.

## Edizioni
- Hilarotragoedia, Collana I Narratori n.201, Milano, Feltrinelli, 1964.
- Hilarotragoedia, Collana Biblioteca n.175, Milano, Adelphi, 1987, ISBN 978-88-459-0229-1.